# Primera División de Venezuela 2010-11
La Temporada 2010-11 del Fútbol profesional Venezolano de la Primera División de Venezuela (oficialmente Copa Movilnet por motivo de patrocinio) fue la quincuagésima quinta temporada desde su creación en 1957. El torneo fue organizado por la Federación Venezolana de Fútbol.
Un total de 18 equipos participaron en la competición, incluyendo 16 equipos de la temporada anterior y 2 que ascendieron de la Segunda División Venezolana 2009-10. Los dos últimos equipos posicionados en la Tabla General descendieron a la Segunda División de Venezuela. 
El Torneo Apertura 2010 comenzó el domingo 8 de agosto y concluyó el domingo 12 de diciembre del 2010. Por su parte el Torneo Clausura 2011 arrancó el domingo 16 de enero y cerró su ciclo el domingo 29 de mayo del 2011.
Para esta temporada, el Deportivo Petare es la nueva divisa de la primera división del fútbol profesional venezolano, tras el cambio de nombre del antiguo Deportivo Italia, poseedor de cinco títulos nacionales en más de medio siglo de actividades en el fútbol venezolano.

## Presentación previa
- Defensor del título: Caracas Fútbol Club

## Aspectos generales

### Modalidad
El ganador de cada uno de los torneos (Apertura y Clausura) obtentrá un cupo directo a la Copa Libertadores 2012. Además de estos dos cupos, el siguiente equipo posicionado en la Tabla Acumulada de toda la temporada, obtiene un cupo a la ronda previa de la Copa Libertadores 2012. Uno de los equipos que irán a la Copa Sudamericana 2011, será el equipo que logre consagrarse como campeón de la Copa Venezuela. Los otros dos cupos serán disputados en la Serie Sudamericana, el cual consta de un octagonal final entre los equipos que se ubiquen entre los ocho mejores de la Tabla Acumulada que no disputen una competición internacional; siendo esta definición una novedad para la presente temporada.
La Copa Venezuela 2010 se jugará en forma alterna con el torneo apertura, e intervendrán 48 clubes de primera, segunda A y segunda B.

## Ascensos y descensos
| Pos | Descendidos de Primera División |
| --- | ------------------------------- |
| 17º | Centro Ítalo                    |
| 18º | Llaneros de Guanare             |

| Pos      | Ascendidos de Segunda División |
| -------- | ------------------------------ |
| 2º Apert | Caroní *                       |
| 1º Claus | Atlético Venezuela             |

- Caroní Fútbol Club obtiene el pase a primera división por haber quedado 2º en el torneo apertura. Caracas Fútbol Club B (1º en el torneo apertura, no asciende por ser equipo filial).

## Datos de los clubes

### Equipos porregión
| Región                   | N.º | Equipos                                                                          |
| ------------------------ | --- | -------------------------------------------------------------------------------- |
| Región Capital           | 4   | Atlético Venezuela, Caracas, Deportivo Petare, Real Esppor                       |
| Región Central           | 2   | Aragua, Carabobo                                                                 |
| Región Guayana           | 2   | Mineros de Guayana, Caroní                                                       |
| Región de los Andes      | 5   | Atlético El Vigía, Deportivo Táchira, Estudiantes de Mérida, Trujillanos, Zamora |
| Región Centro Occidental | 2   | Deportivo Lara, Yaracuyanos                                                      |
| Región Nor-Oriental      | 2   | Deportivo Anzoátegui, Monagas                                                    |
| Región Zuliana           | 1   | Zulia                                                                            |

### Equipos participantes
| Equipo                            | Ciudad         | Entrenador                  | Estadio                    | Aforo  |
| --------------------------------- | -------------- | --------------------------- | -------------------------- | ------ |
| Deportivo Lara                    | Cabudare       | Eduardo Saragó              | Metropolitano de Cabudare  | 40.300 |
| Aragua Fútbol Club                | Maracay        | Raúl Cavalleri              | Giuseppe Antonelli         | 5.000  |
| Atlético El Vigía Fútbol Club     | El Vigía       | Rodín Duque                 | Ramón Hernández            | 12.000 |
| Atlético Venezuela                | Caracas        | Edson Rodríguez             | Brígido Iriarte            | 10.000 |
| Carabobo Fútbol Club              | Valencia       | Manuel Correa               | Misael Delgado             | 10.000 |
| Caracas Fútbol Club               | Caracas        | Ceferino Bencomo            | Olímpico de la UCV         | 21.900 |
| Caroní Fútbol Club                | Maracaibo      | Del Valle Rojas             | José Encarnación Romero    | 45.000 |
| Club Deportivo Mineros de Guayana | Ciudad Guayana | Carlos Maldonado            | C.T.E Cachamay             | 42.000 |
| Deportivo Anzoátegui Sport Club   | Puerto La Cruz | Daniel Farías               | José Antonio Anzoátegui    | 40.000 |
| Deportivo Petare                  | Caracas        | Manuel Plasencia            | Olímpico de la UCV         | 21.900 |
| Deportivo Táchira Fútbol Club     | San Cristóbal  | Jaime De la Pava            | Polideportivo Pueblo Nuevo | 42.000 |
| Estudiantes de Mérida Fútbol Club | Mérida         | José de Jesús Vera          | Metropolitano de Mérida    | 42.500 |
| Monagas Sport Club                | Maturín        | Alí Cañas                   | Monumental de Maturín      | 52.000 |
| Real Esppor Club                  | Caracas        | Charles López               | Brígido Iriarte            | 10.000 |
| Trujillanos Fútbol Club           | Valera         | Pedro Vera                  | José Alberto Pérez         | 25.000 |
| Yaracuyanos Fútbol Club           | San Felipe     | Saul Maldonado              | Florentino Oropeza         | 10.000 |
| Zamora Fútbol Club                | Barinas        | Julio "La Gambeta" Quintero | Agustín Tovar              | 27.500 |
| Zulia Fútbol Club                 | Maracaibo      | Alex García                 | José Encarnación Romero    | 45.000 |

### Cambio de entrenadores

#### Pretemporada
| Equipo             | Entrenador saliente | Forma de salida | Fecha de salida     | Reemplazado por  |
| ------------------ | ------------------- | --------------- | ------------------- | ---------------- |
| Real Esppor        | Darío Martínez      | Fin de contrato |                     | Noel Sanvicente  |
| Deportivo Táchira  | Carlos Maldonado    | Renuncia        | 2 de junio de 2010  | Jorge Luis Pinto |
| Carabobo           | Rafael Santana      | Fin de contrato |                     | Alberto Valencia |
| Mineros de Guayana | Manuel Plasencia    | Fin de contrato |                     | Carlos Maldonado |
| Caroní             | Del Valle Rojas     | Fin de contrato |                     | Rodrigo Piñón    |
| Atlético Venezuela | Jesús Iglesias      | Despido         | 3 de agosto de 2010 | Carlos Ravel     |

#### Apertura
| Equipo             | Entrenador saliente | Forma de salida         | Fecha de salida          | Reemplazado por |
| ------------------ | ------------------- | ----------------------- | ------------------------ | --------------- |
| Caroní             | Rodrigo Piñón       | Problemas contractuales |                          | Víctor Orozco   |
| Atlético Venezuela | Carlos Ravel        | Despido                 | 14 de septiembre de 2010 | Edson Rodríguez |

#### Clausura
| Equipo                | Entrenador saliente | Forma de salida | Fecha de salida         | Reemplazado por |
| --------------------- | ------------------- | --------------- | ----------------------- | --------------- |
| Deportivo Lara        | Carlos Hernández    | Despido         |                         | Germán González |
| Caroní                | Víctor Orozco       | Despido         | 23 de diciembre de 2010 | Jesús Iglesias  |
| Carabobo              | Alberto Valencia    | Despido         | 24 de diciembre de 2010 | Manuel Correa   |
| Estudiantes de Mérida | Rafael Dudamel      | Renuncia        | 17 de marzo de 2011     | Rafael Santana  |
| Deportivo Lara        | Germán González     | Renuncia        | 13 de abril de 2011     | Óscar Gil       |
| Caroní                | Jesús Iglesias      | Despido         | 18 de abril de 2011     | Del Valle Rojas |

## Tabla acumulada
| Leyenda |
| --- |
| - Pts: Puntos. - PJ: Partidos jugados. - G: Partidos ganados. - E: Partidos empatados. - P: Partidos perdidos. - GF: Goles a favor. - GC: Goles en contra. - DIF: Diferencia de gol. - C: Campeón de la temporada. |

|                                            |     | Equipos de fútbol     | PJ | G  | E  | P  | GF | GC | Dif | Pts |
| ------------------------------------------ | --- | --------------------- | -- | -- | -- | -- | -- | -- | --- | --- |
|                                            | 1.  | Caracas               | 34 | 23 | 4  | 7  | 56 | 27 | +29 | 73  |
|                                            | 2.  | Real Esppor           | 34 | 19 | 7  | 8  | 46 | 23 | +23 | 64  |
|                                            | 3.  | Deportivo Petare      | 34 | 16 | 12 | 6  | 46 | 31 | +15 | 60  |
|                                            | 4.  | Deportivo Táchira (C) | 34 | 16 | 8  | 10 | 53 | 32 | +21 | 56  |
|                                            | 5.  | Zamora                | 34 | 16 | 8  | 10 | 53 | 40 | +13 | 56  |
|                                            | 6.  | Deportivo Anzoátegui  | 34 | 15 | 10 | 9  | 62 | 47 | +15 | 55  |
|                                            | 7.  | Trujillanos           | 34 | 14 | 10 | 10 | 40 | 31 | +9  | 52  |
|                                            | 8.  | Aragua                | 34 | 14 | 10 | 10 | 38 | 33 | +5  | 52  |
|                                            | 9.  | Yaracuyanos           | 34 | 12 | 14 | 8  | 36 | 38 | -2  | 50  |
|                                            | 10. | Mineros de Guayana    | 34 | 13 | 10 | 11 | 47 | 37 | +10 | 49  |
|                                            | 11. | Monagas               | 34 | 11 | 11 | 12 | 47 | 37 | +10 | 44  |
|                                            | 12. | Carabobo              | 34 | 9  | 13 | 12 | 41 | 39 | +2  | 40  |
|                                            | 13. | Deportivo Lara        | 34 | 9  | 12 | 13 | 46 | 48 | -4  | 39  |
|                                            | 14. | Zulia                 | 33 | 11 | 4  | 18 | 39 | 62 | -23 | 37  |
|                                            | 15. | Atlético El Vigía     | 34 | 9  | 10 | 15 | 41 | 47 | -6  | 37  |
|                                            | 16. | Estudiantes de Mérida | 34 | 7  | 9  | 18 | 28 | 52 | -24 | 30  |
|                                            | 17. | Atlético Venezuela    | 34 | 6  | 5  | 23 | 30 | 83 | -53 | 23  |
|                                            | 18. | Caroní                | 33 | 4  | 6  | 23 | 19 | 67 | -48 | 18  |
| Datos actualizados al: 15 de mayo de 2011. |     |                       |    |    |    |    |    |    |     |     |